# Outlandish
Outlandish este o trupă din Danemarca, înființată în anul 1997. Membrii grupului sunt Isam Bachiri, Waqas Ali Qadri și Lenny Martinez. Formația este devotată în totalitate religiei, Isam și Waqas fiind musulmani, în timp ce Lenny face parte din biserica catolică.
Stilul muzical poate fi încadrat în zona Hip-Hop, însă conține și elemente de R&B și Soul. Influențele muzicale provin din muzica latină, arabă și africană. Majoritatea versurilor sunt în limba engleză, ocazional fiind folosite cuvinte din limba spaniolă sau  indo-iraniană. Toate aceste elemente conferă muzicii Outlandish un element unic, ușor de observat. Grupul abordează tematici legate de Islam sau problemele musulmanilor.

## Discografie
- Bread & Barrels of Water (2003)[1]

1. Introduction
2. Guantanamo
3. Peelo
4. Walou
5. Aicha
6. Gritty
7. If Only
8. Fatima's Hand
9. El Moro
10. Eyes Never Dry
11. A Donkey Named Cheetah
12. Dirty Dirty East
13. Life Is A Loom

- Closer Than Veins (2005)[1]

1. Introspective
2. Any Given Time
3. Look Into My Eyes
4. Just Me
5. Kom Igen
6. Nothing Left To Do
7. Beyond Words
8. Words Stuck To Heart
9. Reggada
10. Callin' U
11. Sakeena
12. I've Seen
13. Una Palabra
14. I Only Ask Of God
15. Appreciation

- Warrior - Worrier (2012)[1]

1. Gypsy Cab
2. Warrior // Worrier
3. Barrio
4. Sky Is Ours
5. Better Days
6. The Start
7. Ready To Love
8. Breathin' Under Water
9. A Mind Full Of Whispers
10. Into The Night
11. Gangsta Like Crazy
12. Dreamin' & Streamin'
13. Triumf